# Szimpozion Egyesület
A Szimpozion Baráti Társaság Meleg, Leszbikus, Biszexuális és Transznemű Fiatalok Kulturális, Oktatási és Szabadidős Közhasznú Egyesülete (rövid nevén: Szimpozion Egyesület) több évtizedes múltra visszatekintő hazai LMBTQ szervezet,

## Története
A „szimpozion” a szümposzion görög szóból ered, melynek jelentése: ’lakoma’: az antik világban az étkezést követő poharazást jelentette. A névválasztás Platón művére utal. 
Az 1999-ben összeállt Flamingó Kör néhány tagjából 2002 márciusában alakult meg, meleg és biszexuális fiatalok összefogásával és 2003-ban jegyezték be a bíróságon. Az egyesület szervezi a Szimpozion Klubot (korábban Pocok Klub), működteti a melegvagyok.hu honlapot, az ahhoz kapcsolódó Meleg szemmel videóblogot, a Labrisz Leszbikus Egyesülettel közösen szervezte a Melegség és megismerés iskolai projektet. Alapítása óta Virág Zsolt a szervezet ügyvívője.

## Céljai
Az Egyesület célja a meleg, leszbikus, biszexuális és transznemű (MLBT) fiatalok közösségének szervezése emberi fejlődésük és jóllétük, társadalmi szerepvállalásuk érdekében. Az Egyesület célja, hogy a társadalom heteroszexuális többségének toleranciaszintjét növeljék a másság iránt. Teszik ezt ismeretterjesztő anyagok, információk, vitaestek, az internet és a média útján.

## Tevékenységei

### Szimpozion Klub
2002 októbere óta kéthetente szombaton beszélgetős, játékos estek, ahol a klub látogatói kapcsolatokat alakíthatnak ki más melegekkel, ahol megismerkedhetnek közéleti emberekkel, hírességekkel; új ismereteket szerezhetnek az egészséges életmód, a biztonságos ismerkedés, a partnerkapcsolat-teremtés és -ápolás terén. A meghívott vendégek között volt már többek között Bede Zsuzsanna klinikai szakpszichológus, Bolgár György rádiós, televíziós újságíró, Dr. Csányi Vilmos humánetológus, Dr. Csermely Péter hálózatkutató, Dr. Czeizel Endre orvos, genetikus, Czeizel Gábor színházi rendező, D. Tóth Kriszta szerkesztő-műsorvezető, Eszenyi Miklós történész, Fischer Eszter pszichológus, a Meleg a gyerekem című könyv szerzője, Gálvölgyi János színművész, Gerevich András költő, Gyurcsány Ferenc exminiszterelnök, Hanti Vilmos, a Magyar Ellenállók és Antifasiszták Szövetségének elnöke, Heller Ágnes filozófus, Hernádi Judit színművész, Karinthy Márton színházigazgató, rendező, Kozma György író, újságíró, Kulka János színművész, Lakatos Márk stylist, Lakner Zoltán politológus, Léderer András, az SZDSZ Új Generáció elnöke, Lévai Katalin volt európai parlamenti képviselő, Håkan Lindquist svéd író, Dr. Lisziewicz Julianna HIV/AIDS-kutató, Mester Dóra szexoktató, Dr. Nádasdy Ádám nyelvész, költő, műfordító, Dr. Nagy György agykutató, Ormos Mária történész, Orosz József újságíró, a Pa-Dö-Dő (Lang Györgyi és Falusi Mariann énekesek), Palya Bea énekes, Pelsőczy Réka színművész-rendező, Perintfalvi Rita feminista teológus, Steiner Kristóf újságíró, szinkrondramaturg, Szabó Máté Dániel alkotmányjogász, Szuda M. Barna festőművész, költő, író, Dr. Takács Judit szociológus, Tamás Gáspár Miklós filozófus, Till Attila rendező, Urbán Róbert pszichológus, Vágó István kvíz-műsorvezető, Vas Maya szerkesztő-műsorvezető, Veiszer Alinda szerkesztő-műsorvezető, Weber Péter történész, valamint melegszervezetek és AIDS-egyesületek (Atlasz Egyesület, Háttér Társaság, Labrisz Leszbikus Egyesület, Pluss Egyesület, Szivárvány Misszió Alapítvány) és melegközösségek (Gemini Táncklub, Mások újság, Melegség és Megismerés projekt, Budapesti Meleg Egyetemista Kör, Nők a Nőkért Együtt az Erőszak Ellen, VándorMások).

### Könyvtár-projekt
A Szimpozion Klubban meleg szerzők, illetve melegtémájú könyvek, folyóiratok és videók gyűjtése folyik, s kölcsönzésre is van lehetőség a Szimpozion Klub látogatói számára. Az Egyesület könyvtára kb. 560 könyvvel, mintegy 500 újsággal (Mások, Boxer magazin, Na végre!), valamint videokazettákkal és DVD-kkel rendelkezik.
Előbújás-projekt: A melegség elfogadásáért a Szimpozion Egyesület több melegszervezettel karöltve új projektet indított. 2006. december 14-én sajtótájékoztatót tartottak a „Bújj elő” kampány megindítása alkalmából, melynek első pillére a www.melegvagyok.hu portál. A honlapon előbújás-történeteket gyűjtenek, ahol melegek leírják, hogyan „coming out”-oltak heteró ismerőseiknek, s a heteró szülők, gyerekek, ismerősök leírják, hogyan fogadták az előbújást. A Meleg kisokos rovatban ismertetik a fontosabb LMBTQ-témájú fogalmak jelentését, az LMBTQ-személyekkel kapcsolatos tévhiteket, valamint itt találhatók a híres melegek (LMBTQ személyek) életrajzai is. A www.melegvagyok.hu honlapon megtalálható a fontosabb LMBTQ-témájú könyvek és filmek ismertetése, és LMBTQ-témájú híreket is lehet olvasni.

### SZÉF - Szimpozion Érzékenyítő Foglalkozások
A Melegség és Megismerés 2000-től Labrisz Leszbikus Egyesület és 2007-től a Szimpozion közös programja volt. A Labrisz 2000 őszén, az Európai Unió PHARE Demokrácia Mikroprojektje támogatásával fogott bele „Melegség és megismerés” című programjába, melynek célja, hogy segítsen olyan környezetet teremteni az iskolákban, diákok és tanárok között egyaránt, ahol tiszteletben tartanak mindenféle másságot, s ahol így meleg, leszbikus, biszexuális vonzalmai miatt sem érhet senkit, semmilyen formában bántalmazás. Ennek érdekében meghívásos alapon, iskolai órák keretében tájékoztató beszélgetéseket ajánlottak a témában. A program önkéntesei beszélgetős foglalkozásokat tartottak az LMBTQ-emberek életéről, problémáiról a magyarországi középiskolákban és felsőoktatási intézményekben. A programhoz kapcsolódó első kötet 2002-ben jelent meg Már nem tabu - Kézikönyv tanároknak a leszbikusokról, melegekről, biszexuálisokról és transzneműekről címmel, ami felvilágosító anyagokat, óraterveket, személyes írásokat tartalmaz. 2019-ben jelent meg a Még mindig tabu? - LMBT személyek az iskolában című edukációs célú segédanyag, amely a pedagógusok mellett már diákokat és szülőket is megszólít. (A második kiadvány és a hozzá kapcsolódó, érzékenyítő célú videók bemutatására több rendezvényt is szervezett a két egyesület, amelyet szélsőjobboldali aktivisták rendszeresen megzavartak, ellehetetlenítettek.) A program honlapja. Archiválva 2021. március 2-i dátummal a Wayback Machine-ben 2023-tól a fiatal felnőttek LMBTQ specifikus társadalmi tudatosságát növelő SZÉF - Szimpozion Érzékenyítő Foglalkozások program vette át a funkcióját.

### Meleg szemmel videósorozat
A Szimpozion Egyesület 2011. február 26-án indította el videóblogját (vlogját), melynek keretében az egyesület két tagjai beszélgetnek melegeket érintő témákról, illetve mutatnak be meleg eseményeket, egyesületeket, közösségeket. Általában vendégeket is hívnak, hogy autentikus válaszokat adjanak az éppen aktuális kérdésekre. A vlog elsődleges célja az elfogadás elősegítése, az előítéletek eloszlatása; mind a melegek, mind a heteroszexuálisok ismereteinek növelése a melegségről, leszbikusságról, biszexualitásról és transzneműségről. Az epizódok hossza 3–10 perc, folyamatosan készülnek hozzájuk angol feliratok. A videóblog 20. epizódja az Egymásra lépni tilos 2011-es alkotói pályázatán különdíjat nyert. Az epizódok a www.melegvagyok.hu/videóblog oldalon, valamint a Szimpozion YouTube csatornáján tekinthetők meg.

### LMBTQ-Keresztény Párbeszéd Műhely
A Szimpozion Egyesület 2015 szeptemberében új projektet indított LMBTQ-Keresztény Párbeszéd Műhely címmel. Célja, hogy egyházi csoportokat és magánszemélyeket érzékenyítsen egyrészt az LMBTQ emberek iránt általában, másrészt a hívő LMBTQ emberekkel kapcsolatban, hogy valódi párbeszéd jöjjön létre az egyházak és a hívő LMBTQ emberek között.

## Külső hivatkozások
- A Szimpozion Egyesület honlapja
- Melegvagyok.hu, az egyesület blogja
- Szimpozion Egyesület tumblre